# Collegio elettorale di Adria (Senato della Repubblica)
Il collegio di Adria fu un collegio elettorale uninominale della Repubblica Italiana appartenente alla circoscrizione Veneto; fu utilizzato per eleggere un senatore della Repubblica dalla I alla XI legislatura.

## Storia
Il collegio venne creato nel 1948 secondo la legge n. 29 del 6 febbraio 1948 la quale, pur basandosi sull'impianto proporzionale in vigore per la Camera, rispetto a quest'ultima conteneva alcuni piccoli correttivi in senso maggioritario. Tale legge ebbe il suo definitivo perfezionamento col Testo Unico n. 361 del 1957. Differentemente dalla Camera, la legge elettorale del Senato si articolava su base regionale, seguendo il dettato costituzionale (art.57). Ogni Regione era suddivisa in tanti collegi uninominali quanti erano i seggi ad essa assegnati. All'interno di ciascun collegio, veniva eletto il candidato che avesse raggiunto il quorum del 65% delle preferenze: tale soglia, oggettivamente di difficilissimo conseguimento, tradiva l'impianto proporzionale su cui era concepito anche il sistema elettorale della Camera Alta. Qualora, come normalmente avveniva, nessun candidato avesse conseguito l'elezione, i voti di tutti i candidati venivano raggruppati in liste di partito a livello regionale, dove i seggi venivano allocati utilizzando il metodo D'Hondt delle maggiori medie statistiche e quindi, all'interno di ciascuna lista, venivano dichiarati eletti i candidati con le migliori percentuali di preferenza.
Il collegio di Adria venne abrogato nel 1993, con la cosiddetta Legge Mattarella (Legge n. 276, Norme per l'elezione del Senato della Repubblica), attuata in seguito al referendum abrogativo del 1993. Con la legge Mattarella venne istituito per la Camera dei deputati e per il Senato della Repubblica un sistema di elezione misto, in parte maggioritario e in parte proporzionale. Il 75% dei parlamentari dell'assemblea veniva eletto in collegi uninominali tramite sistema maggioritario a turno unico; il restante 25% al Senato veniva eletto tramite recupero proporzionale dei più votati non eletti attraverso un meccanismo di calcolo denominato "scorporo", cioè sottraendo dal conteggio dei voti totali di una lista nella parte proporzionale i voti ottenuti dai candidati collegati alla medesima lista che erano eletti nei collegi uninominali con il sistema maggioritario.

### Territorio
Il collegio di Adria era uno dei 19 collegi uninominali in cui era suddivisa il Veneto; era compreso nelle provincie di Padova e di Rovigo e comprendeva i seguenti comuni: Adria, Agna, Anguillara Veneta, Ariano nel Polesine, Arquà Polesine, Canaro, Ceregnano, Contarina, Corbola, Crespino, Donada, Gavello, Guarda Veneta, Loreo, Papozze, Pettorazza Grimani, Polesella, Pontecchio Polesine, Porto Tolle, Rosolina, San Martino di Venezze, Taglio di Po e Villanova Marchesana.

## Dati elettorali

### I legislatura
|                                                                                | Angelina Merlin ✔️ Eletta | Fronte Democratico Popolare                      | 40 323 | 50,07 |  |  |  |  |  |
|                                                                                | Stanislao Ceschi          | Democrazia Cristiana                             | 27 987 | 34,75 |  |  |  |  |  |
|                                                                                | Cesare Zen                | Unità Socialista - Partito Repubblicano Italiano | 9 087  | 11,28 |  |  |  |  |  |
|                                                                                | Angelo Mastragostino      | Blocco Nazionale                                 | 3 144  | 3,90  |  |  |  |  |  |
| Totale                                                                         | Totale                    | Totale                                           | 80 541 | 100   |  |  |  |  |  |
|                                                                                |                           |                                                  |        |       |  |  |  |  |  |
| Voti non validi                                                                | Voti non validi           | Voti non validi                                  | 5 080  | 5,93  |  |  |  |  |  |
| Votanti                                                                        | Votanti                   | Votanti                                          | 85 621 | 95,92 |  |  |  |  |  |
| Elettori                                                                       | Elettori                  | Elettori                                         | 89 266 |       |  |  |  |  |  |
|                                                                                |                           |                                                  |        |       |  |  |  |  |  |
| Nota: quorum del 65% non raggiunto; ripartizione dei seggi a livello regionale |                           |                                                  |        |       |  |  |  |  |  |
| Data: 18 aprile 1948                                                           |                           |                                                  |        |       |  |  |  |  |  |
| Fonte: Ministero dell'interno                                                  |                           |                                                  |        |       |  |  |  |  |  |

### II legislatura
|                                                                                | Virgilio Chietti             | Democrazia Cristiana                    | 29 780 | 35,10 |  |  |  |  |  |
|                                                                                | Severino Bolognesi ✔️ Eletto | Partito Comunista Italiano              | 26 526 | 31,26 |  |  |  |  |  |
|                                                                                | Angelina Merlin              | Partito Socialista Italiano             | 16 079 | 18,95 |  |  |  |  |  |
|                                                                                | Arturo Rossi                 | Partito Socialista Democratico Italiano | 3 936  | 4,64  |  |  |  |  |  |
|                                                                                | Roberto Barbiero             | Partito Nazionale Monarchico            | 2 449  | 2,89  |  |  |  |  |  |
|                                                                                | Cesare Zen                   | Partito Repubblicano Italiano           | 1 875  | 2,21  |  |  |  |  |  |
|                                                                                | Mario Sestini                | Movimento Sociale Italiano              | 1 848  | 2,18  |  |  |  |  |  |
|                                                                                | Luigi Puxeddu                | Partito Liberale Italiano               | 1 564  | 1,84  |  |  |  |  |  |
|                                                                                | Antonio Costantini           | Unità Popolare                          | 471    | 0,56  |  |  |  |  |  |
|                                                                                | Lazzaro Lupi                 | Alleanza Democratica Nazionale          | 327    | 0,39  |  |  |  |  |  |
| Totale                                                                         | Totale                       | Totale                                  | 84 855 | 100   |  |  |  |  |  |
|                                                                                |                              |                                         |        |       |  |  |  |  |  |
| Voti non validi                                                                | Voti non validi              | Voti non validi                         | 4 396  | 4,93  |  |  |  |  |  |
| Votanti                                                                        | Votanti                      | Votanti                                 | 89 251 | 95,97 |  |  |  |  |  |
| Elettori                                                                       | Elettori                     | Elettori                                | 92 997 |       |  |  |  |  |  |
|                                                                                |                              |                                         |        |       |  |  |  |  |  |
| Nota: quorum del 65% non raggiunto; ripartizione dei seggi a livello regionale |                              |                                         |        |       |  |  |  |  |  |
| Data: 7 giugno 1953                                                            |                              |                                         |        |       |  |  |  |  |  |
| Fonte: Ministero dell'interno                                                  |                              |                                         |        |       |  |  |  |  |  |

### III legislatura
|                                                                                | Primo Guarnieri          | Democrazia Cristiana                    | 31 126 | 38,36 |  |  |  |  |  |
|                                                                                | Luigi Gaiani ✔️ Eletto   | Partito Comunista Italiano              | 23 398 | 28,84 |  |  |  |  |  |
|                                                                                | Lino Rizzieri            | Partito Socialista Italiano             | 17 430 | 21,48 |  |  |  |  |  |
|                                                                                | Aldo Dino Nocenti        | Partito Socialista Democratico Italiano | 3 551  | 4,38  |  |  |  |  |  |
|                                                                                | Ugolino Bosello          | PNM - MSI                               | 2 182  | 2,69  |  |  |  |  |  |
|                                                                                | Giovanni Maria Ferracini | Partito Liberale Italiano               | 1 998  | 2,46  |  |  |  |  |  |
|                                                                                | Bruno Ferrante Ferrer    | Partito Monarchico Popolare             | 873    | 1,08  |  |  |  |  |  |
|                                                                                | Maria Luigi Maestri      | PRI - PR                                | 576    | 0,71  |  |  |  |  |  |
| Totale                                                                         | Totale                   | Totale                                  | 81 134 | 100   |  |  |  |  |  |
|                                                                                |                          |                                         |        |       |  |  |  |  |  |
| Voti non validi                                                                | Voti non validi          | Voti non validi                         | 3 328  | 3,94  |  |  |  |  |  |
| Votanti                                                                        | Votanti                  | Votanti                                 | 84 462 | 95,30 |  |  |  |  |  |
| Elettori                                                                       | Elettori                 | Elettori                                | 88 628 |       |  |  |  |  |  |
|                                                                                |                          |                                         |        |       |  |  |  |  |  |
| Nota: quorum del 65% non raggiunto; ripartizione dei seggi a livello regionale |                          |                                         |        |       |  |  |  |  |  |
| Data: 25 maggio 1958                                                           |                          |                                         |        |       |  |  |  |  |  |
| Fonte: Ministero dell'interno                                                  |                          |                                         |        |       |  |  |  |  |  |

### IV legislatura
|                                                                                | Primo Guarnieri        | Democrazia Cristiana                    | 26 840 | 38,95 |  |  |  |  |  |
|                                                                                | Luigi Gaiani ✔️ Eletto | Partito Comunista Italiano              | 21 486 | 31,18 |  |  |  |  |  |
|                                                                                | Lino Rizzieri          | Partito Socialista Italiano             | 11 566 | 16,78 |  |  |  |  |  |
|                                                                                | Aldo Dino Nocenti      | Partito Socialista Democratico Italiano | 3 626  | 5,26  |  |  |  |  |  |
|                                                                                | A. Bertaglia           | Partito Liberale Italiano               | 2 919  | 4,24  |  |  |  |  |  |
|                                                                                | Ugolino Bosello        | Movimento Sociale Italiano              | 1 832  | 2,66  |  |  |  |  |  |
|                                                                                | E. Maestri             | Partito Repubblicano Italiano           | 644    | 0,93  |  |  |  |  |  |
| Totale                                                                         | Totale                 | Totale                                  | 68 913 | 100   |  |  |  |  |  |
|                                                                                |                        |                                         |        |       |  |  |  |  |  |
| Voti non validi                                                                | Voti non validi        | Voti non validi                         | 2 909  | 4,05  |  |  |  |  |  |
| Votanti                                                                        | Votanti                | Votanti                                 | 71 822 | 96,10 |  |  |  |  |  |
| Elettori                                                                       | Elettori               | Elettori                                | 74 735 |       |  |  |  |  |  |
|                                                                                |                        |                                         |        |       |  |  |  |  |  |
| Nota: quorum del 65% non raggiunto; ripartizione dei seggi a livello regionale |                        |                                         |        |       |  |  |  |  |  |
| Data: 28 aprile 1963                                                           |                        |                                         |        |       |  |  |  |  |  |
| Fonte: Ministero dell'interno                                                  |                        |                                         |        |       |  |  |  |  |  |

### V legislatura
|                                                                                | Primo Guarnieri          | Democrazia Cristiana          | 26 544 | 40,91 |  |  |  |  |  |
|                                                                                | Emilio Bonatti ✔️ Eletto | PCI - PSIUP                   | 23 179 | 35,72 |  |  |  |  |  |
|                                                                                | Lino Rizzieri            | PSI-PSDI Unificati            | 10 792 | 16,63 |  |  |  |  |  |
|                                                                                | C. Braga                 | Partito Liberale Italiano     | 2 418  | 3,73  |  |  |  |  |  |
|                                                                                | V. Duo                   | MSI - PDIUM                   | 1 534  | 2,36  |  |  |  |  |  |
|                                                                                | M. Beltrame              | Partito Repubblicano Italiano | 421    | 0,65  |  |  |  |  |  |
| Totale                                                                         | Totale                   | Totale                        | 64 888 | 100   |  |  |  |  |  |
|                                                                                |                          |                               |        |       |  |  |  |  |  |
| Voti non validi                                                                | Voti non validi          | Voti non validi               | 3 482  | 5,09  |  |  |  |  |  |
| Votanti                                                                        | Votanti                  | Votanti                       | 68 370 | 97,10 |  |  |  |  |  |
| Elettori                                                                       | Elettori                 | Elettori                      | 70 411 |       |  |  |  |  |  |
|                                                                                |                          |                               |        |       |  |  |  |  |  |
| Nota: quorum del 65% non raggiunto; ripartizione dei seggi a livello regionale |                          |                               |        |       |  |  |  |  |  |
| Data: 19 maggio 1968                                                           |                          |                               |        |       |  |  |  |  |  |
| Fonte: Ministero dell'interno                                                  |                          |                               |        |       |  |  |  |  |  |

### VI legislatura
|                                                                                | Primo Guarnieri            | Democrazia Cristiana                    | 26 828 | 41,77 |  |  |  |  |  |
|                                                                                | Cesare Marangoni ✔️ Eletto | PCI - PSIUP                             | 22 157 | 34,50 |  |  |  |  |  |
|                                                                                | L. Braga                   | Partito Socialista Italiano             | 7 189  | 11,19 |  |  |  |  |  |
|                                                                                | A. Crivellari              | Partito Socialista Democratico Italiano | 4 035  | 6,28  |  |  |  |  |  |
|                                                                                | I. Zannini                 | Movimento Sociale Italiano              | 2 075  | 3,23  |  |  |  |  |  |
|                                                                                | Augusto Premoli            | Partito Liberale Italiano               | 1 399  | 2,18  |  |  |  |  |  |
|                                                                                | Oddo Biasini               | Partito Repubblicano Italiano           | 547    | 0,85  |  |  |  |  |  |
| Totale                                                                         | Totale                     | Totale                                  | 64 230 | 100   |  |  |  |  |  |
|                                                                                |                            |                                         |        |       |  |  |  |  |  |
| Voti non validi                                                                | Voti non validi            | Voti non validi                         | 2 705  | 4,04  |  |  |  |  |  |
| Votanti                                                                        | Votanti                    | Votanti                                 | 66 935 | 97,35 |  |  |  |  |  |
| Elettori                                                                       | Elettori                   | Elettori                                | 68 759 |       |  |  |  |  |  |
|                                                                                |                            |                                         |        |       |  |  |  |  |  |
| Nota: quorum del 65% non raggiunto; ripartizione dei seggi a livello regionale |                            |                                         |        |       |  |  |  |  |  |
| Data: 7 maggio 1972                                                            |                            |                                         |        |       |  |  |  |  |  |
| Fonte: Ministero dell'interno                                                  |                            |                                         |        |       |  |  |  |  |  |

### VII legislatura
|                                                                                | Filippo Stoppa             | Democrazia Cristiana                    | 27 227 | 41,12 |  |  |  |  |  |
|                                                                                | Cesare Marangoni ✔️ Eletto | Partito Comunista Italiano              | 24 837 | 37,51 |  |  |  |  |  |
|                                                                                | Vinicio Fregatti           | Partito Socialista Italiano             | 7 877  | 11,90 |  |  |  |  |  |
|                                                                                | Oscar Arrigo Ugo Elarti    | Partito Socialista Democratico Italiano | 2 989  | 4,51  |  |  |  |  |  |
|                                                                                | Italo Luigi Boscolo        | Movimento Sociale Italiano              | 1 659  | 2,51  |  |  |  |  |  |
|                                                                                | Aldo Greggio               | Partito Repubblicano Italiano           | 883    | 1,33  |  |  |  |  |  |
|                                                                                | Angelo Bertaglia           | Partito Liberale Italiano               | 544    | 0,82  |  |  |  |  |  |
|                                                                                | Dario Colombera            | Partito Radicale                        | 201    | 0,30  |  |  |  |  |  |
| Totale                                                                         | Totale                     | Totale                                  | 66 217 | 100   |  |  |  |  |  |
|                                                                                |                            |                                         |        |       |  |  |  |  |  |
| Voti non validi                                                                | Voti non validi            | Voti non validi                         | 1 888  | 2,77  |  |  |  |  |  |
| Votanti                                                                        | Votanti                    | Votanti                                 | 68 105 | 97,40 |  |  |  |  |  |
| Elettori                                                                       | Elettori                   | Elettori                                | 69 921 |       |  |  |  |  |  |
|                                                                                |                            |                                         |        |       |  |  |  |  |  |
| Nota: quorum del 65% non raggiunto; ripartizione dei seggi a livello regionale |                            |                                         |        |       |  |  |  |  |  |
| Data: 20 giugno 1976                                                           |                            |                                         |        |       |  |  |  |  |  |
| Fonte: Ministero dell'interno                                                  |                            |                                         |        |       |  |  |  |  |  |

### VIII legislatura
|                                                                                | L. Bortolussi           | Democrazia Cristiana                         | 26 861 | 40,44 |  |  |  |  |  |
|                                                                                | Vittorio Sega ✔️ Eletto | Partito Comunista Italiano                   | 25 277 | 38,06 |  |  |  |  |  |
|                                                                                | L. Rizzieri             | Partito Socialista Italiano                  | 7 133  | 10,74 |  |  |  |  |  |
|                                                                                | U. Carzoli              | Partito Socialista Democratico Italiano      | 3 123  | 4,70  |  |  |  |  |  |
|                                                                                | Giancarlo Franzoso      | Movimento Sociale Italiano                   | 1 606  | 2,42  |  |  |  |  |  |
|                                                                                | Aldo Greggio            | Partito Repubblicano Italiano                | 877    | 1,32  |  |  |  |  |  |
|                                                                                | I. Ballarin             | Partito Liberale Italiano                    | 763    | 1,15  |  |  |  |  |  |
|                                                                                | Enzo Suardi             | Partito Radicale - Nuova Sinistra Unita      | 607    | 0,91  |  |  |  |  |  |
|                                                                                | U. Periotto             | Costituente di Destra - Democrazia Nazionale | 173    | 0,26  |  |  |  |  |  |
| Totale                                                                         | Totale                  | Totale                                       | 66 420 | 100   |  |  |  |  |  |
|                                                                                |                         |                                              |        |       |  |  |  |  |  |
| Voti non validi                                                                | Voti non validi         | Voti non validi                              | 2 416  | 3,51  |  |  |  |  |  |
| Votanti                                                                        | Votanti                 | Votanti                                      | 68 836 | 95,27 |  |  |  |  |  |
| Elettori                                                                       | Elettori                | Elettori                                     | 72 253 |       |  |  |  |  |  |
|                                                                                |                         |                                              |        |       |  |  |  |  |  |
| Nota: quorum del 65% non raggiunto; ripartizione dei seggi a livello regionale |                         |                                              |        |       |  |  |  |  |  |
| Data: 3 giugno 1979                                                            |                         |                                              |        |       |  |  |  |  |  |
| Fonte: Ministero dell'interno                                                  |                         |                                              |        |       |  |  |  |  |  |

### IX legislatura
|                                                                                | Vittorio Sega ✔️ Eletto   | Partito Comunista Italiano              | 24 912 | 37,06 |  |  |  |  |  |
|                                                                                | Gianantonio Carlo Altieri | Democrazia Cristiana                    | 23 819 | 35,43 |  |  |  |  |  |
|                                                                                | Giacomo Destefani         | Partito Socialista Italiano             | 8 370  | 12,45 |  |  |  |  |  |
|                                                                                | Carlo Dante Sandrini      | Partito Socialista Democratico Italiano | 2 861  | 4,26  |  |  |  |  |  |
|                                                                                | Giancarlo Franzoso        | Movimento Sociale Italiano              | 2 215  | 3,29  |  |  |  |  |  |
|                                                                                | Antonio Guarnieri         | Partito Repubblicano Italiano           | 1 251  | 1,86  |  |  |  |  |  |
|                                                                                | Michele De Bellis         | Partito Liberale Italiano               | 1 199  | 1,78  |  |  |  |  |  |
|                                                                                | Walter Montebovi          | Partito Nazionale Pensionati            | 1 002  | 1,49  |  |  |  |  |  |
|                                                                                | Enzo Suardi               | Partito Radicale                        | 658    | 0,98  |  |  |  |  |  |
|                                                                                | Luigi Trebbi              | Liga Veneta                             | 493    | 0,73  |  |  |  |  |  |
|                                                                                | Giuseppe Vallarin         | Democrazia Proletaria                   | 448    | 0,67  |  |  |  |  |  |
| Totale                                                                         | Totale                    | Totale                                  | 67 228 | 100   |  |  |  |  |  |
|                                                                                |                           |                                         |        |       |  |  |  |  |  |
| Voti non validi                                                                | Voti non validi           | Voti non validi                         | 3 185  | 4,52  |  |  |  |  |  |
| Votanti                                                                        | Votanti                   | Votanti                                 | 70 413 | 94,80 |  |  |  |  |  |
| Elettori                                                                       | Elettori                  | Elettori                                | 74 276 |       |  |  |  |  |  |
|                                                                                |                           |                                         |        |       |  |  |  |  |  |
| Nota: quorum del 65% non raggiunto; ripartizione dei seggi a livello regionale |                           |                                         |        |       |  |  |  |  |  |
| Data: 26 giugno 1983                                                           |                           |                                         |        |       |  |  |  |  |  |
| Fonte: Ministero dell'interno                                                  |                           |                                         |        |       |  |  |  |  |  |

### X legislatura
|                                                                                | Valdino Tombolato        | Democrazia Cristiana                    | 24 984 | 35,92 |  |  |  |  |  |
|                                                                                | Elios Andreini ✔️ Eletto | Partito Comunista Italiano              | 24 817 | 35,68 |  |  |  |  |  |
|                                                                                | E. Monesi                | Partito Socialista Italiano             | 10 255 | 14,74 |  |  |  |  |  |
|                                                                                | Oscar Elarti             | Partito Socialista Democratico Italiano | 2 340  | 3,36  |  |  |  |  |  |
|                                                                                | A. Swchittarelich        | Movimento Sociale Italiano              | 2 291  | 3,29  |  |  |  |  |  |
|                                                                                | L. Spano                 | Lista Verde                             | 957    | 1,38  |  |  |  |  |  |
|                                                                                | V. Sambin                | Liga Veneta-Pensionati Uniti            | 891    | 1,28  |  |  |  |  |  |
|                                                                                | G. Fanchin               | Partito Radicale                        | 874    | 1,26  |  |  |  |  |  |
|                                                                                | Aldo Greggio             | Partito Repubblicano Italiano           | 805    | 1,16  |  |  |  |  |  |
|                                                                                | A. Roccato               | Partito Liberale Italiano               | 792    | 1,14  |  |  |  |  |  |
|                                                                                | E. Battain               | Democrazia Proletaria                   | 466    | 0,67  |  |  |  |  |  |
|                                                                                | D. Antonini Carretti     | Alleanza Popolare Pensionati            | 88     | 0,13  |  |  |  |  |  |
| Totale                                                                         | Totale                   | Totale                                  | 69 560 | 100   |  |  |  |  |  |
|                                                                                |                          |                                         |        |       |  |  |  |  |  |
| Voti non validi                                                                | Voti non validi          | Voti non validi                         | 2 953  | 4,07  |  |  |  |  |  |
| Votanti                                                                        | Votanti                  | Votanti                                 | 72 513 | 94,98 |  |  |  |  |  |
| Elettori                                                                       | Elettori                 | Elettori                                | 76 348 |       |  |  |  |  |  |
|                                                                                |                          |                                         |        |       |  |  |  |  |  |
| Nota: quorum del 65% non raggiunto; ripartizione dei seggi a livello regionale |                          |                                         |        |       |  |  |  |  |  |
| Data: 14 giugno 1987                                                           |                          |                                         |        |       |  |  |  |  |  |
| Fonte: Ministero dell'interno                                                  |                          |                                         |        |       |  |  |  |  |  |

### XI legislatura
|                                                                                | Valdino Tombolato          | Democrazia Cristiana                    | 20 690 | 29,40 |  |  |  |  |  |
|                                                                                | Elios Andreini ✔️ Eletto   | Partito Democratico della Sinistra      | 14 485 | 20,58 |  |  |  |  |  |
|                                                                                | Raimondo Galuppo ✔️ Eletto | Partito Socialista Italiano             | 10 448 | 14,84 |  |  |  |  |  |
|                                                                                | Roberto Giollo             | Partito della Rifondazione Comunista    | 6 266  | 8,90  |  |  |  |  |  |
|                                                                                | Guido Maria Zecchin        | Lega Lombarda                           | 5 489  | 7,80  |  |  |  |  |  |
|                                                                                | Livio Bragante             | Lega Autonomia Veneta                   | 2 660  | 3,78  |  |  |  |  |  |
|                                                                                | Giancarlo Franzoso         | Movimento Sociale Italiano              | 2 302  | 3,27  |  |  |  |  |  |
|                                                                                | Mario Naia                 | Partito Socialista Democratico Italiano | 1 683  | 2,39  |  |  |  |  |  |
|                                                                                | Vincenzo Mancin            | Federazione dei Verdi                   | 1 372  | 1,95  |  |  |  |  |  |
|                                                                                | Gino Vianello              | Partito Repubblicano Italiano           | 1 134  | 1,61  |  |  |  |  |  |
|                                                                                | Umberto Maggi              | Partito Liberale Italiano               | 736    | 1,05  |  |  |  |  |  |
|                                                                                | Marco Marchi               | Movimento Veneto Regione Autonoma       | 603    | 0,86  |  |  |  |  |  |
|                                                                                | Giorgio Bison              | Caccia Pesca Ambiente                   | 534    | 0,76  |  |  |  |  |  |
|                                                                                | Andrea Nicoli              | Partito Pensionati                      | 525    | 0,75  |  |  |  |  |  |
|                                                                                | Flores Tovo                | Union Veneto                            | 513    | 0,73  |  |  |  |  |  |
|                                                                                | Giovanni Battista Ruberti  | Verdi Federalisti                       | 423    | 0,60  |  |  |  |  |  |
|                                                                                | Domenico Petrone           | Sì Referendum                           | 368    | 0,52  |  |  |  |  |  |
|                                                                                | Federico Bellan            | Federalismo - Pensionati Uomini Vivi    | 152    | 0,22  |  |  |  |  |  |
| Totale                                                                         | Totale                     | Totale                                  | 70 383 | 100   |  |  |  |  |  |
|                                                                                |                            |                                         |        |       |  |  |  |  |  |
| Voti non validi                                                                | Voti non validi            | Voti non validi                         | 3 781  | 5,10  |  |  |  |  |  |
| Votanti                                                                        | Votanti                    | Votanti                                 | 74 164 | 93,33 |  |  |  |  |  |
| Elettori                                                                       | Elettori                   | Elettori                                | 79 464 |       |  |  |  |  |  |
|                                                                                |                            |                                         |        |       |  |  |  |  |  |
| Nota: quorum del 65% non raggiunto; ripartizione dei seggi a livello regionale |                            |                                         |        |       |  |  |  |  |  |
| Data: 5 aprile 1992                                                            |                            |                                         |        |       |  |  |  |  |  |
| Fonte: Ministero dell'interno                                                  |                            |                                         |        |       |  |  |  |  |  |